# Adolf i toppform
Adolf i toppform är en svensk komedifilm från 1952. Filmen är en sammanställning av några av Adolf Jahrs filmer. Scenerna är hämtade ur Adolf i eld och lågor, På kryss med Albertina, Adolf Armstarke och Samvetsömma Adolf.

## Roller i urval
- Adolf Jahr - Adolf Berglund, journalist på Morgonbladet/styrman John Andersson "Blonda John"/riddar Adolf Armstarke/Adolf Berg
- Nils Poppe - Knutte Svensson, brandman
- Sigurd Wallén - Olsson, redaktionssekreterare på Morgonbladet
- Emil Fjellström - "Värnamo", brandman
- Weyler Hildebrand - riddar Göran Tre Stånkor, riddar Armstarkes vapenbroder
- Sigge Fürst - anförare för rövarbandet
- Georg Rydeberg - riddar Georg till Ankarhus
- Karin Albihn - Ulla Wern, operettsångerska
- Hugo Björne - major Wern, Ullas far
- Torsten Winge - löjtnant Pettersson
- Wiktor Andersson - Notis-Karlsson
- Rudolf Svensson - Rudolf "Rulle" Svensson, brandman och brottare
- Kate Thunman - Eufemia Larsonius, krämarens dotter

## DVD
Filmen finns utgiven på DVD.